# Мумбайский троллейбус
Мумбайский троллейбус — троллейбусная система в городе Мумбаи (Индия), действовавшая с 1962 по 1973 годы.

## История
В самом конце 1950-х — начале 1960-х годов по инициативе индийского правительства, премьер-министра Джавахарлала Неру в рамках национальной доктрины по развитию систем городского транспорта была принята программа по строительству городской троллейбусной линии в Мумбаи.

## Подвижной состав
В 1959 году руководством Мумбаи посредством публичного перевозчика «BEST» («Бомбейское электрическое транспортное предприятие») был объявлен конкурс на поставку троллейбусов для открывающейся троллейбусной линии в центре города. Заявки подали несколько компаний, среди которых были: Škoda (Чехословакия), Vetra (Франция), Fiat (Италия), Toshiba (Япония). Конкурс выиграла Чехословакия фирма Škoda, которая в первой половине 1962 года поставила в Мумбаи (по суше в Гамбург, а оттуда на корабле в Индию) 12 троллейбусов Škoda 9Tr в левостороннем исполнении, в красно-жёлтой окраске.

## Маршруты
В городе действовал единственный маршрут № 401, проходивший в центре города между GOVALIA TANK и MAZGOON. Длина маршрута — 3,8 км. Время в пути от одного конца до другого составляло 15 минут, интервал 3 минуты.

## Дальнейшая судьба
Небрежное отношения к технике и фактическое отсутствие должного контроля за инфраструктурой хозяйства в 1971 году привело к тому, что 12 троллейбусов, находившихся на балансе компании «BEST» часто ломались, им требовался ремонт и запчасти, решение о закрытии троллейбусного движения было фактически предрешено и 23 марта 1973 оно было полностью остановлено.